# La vita del vero monaco

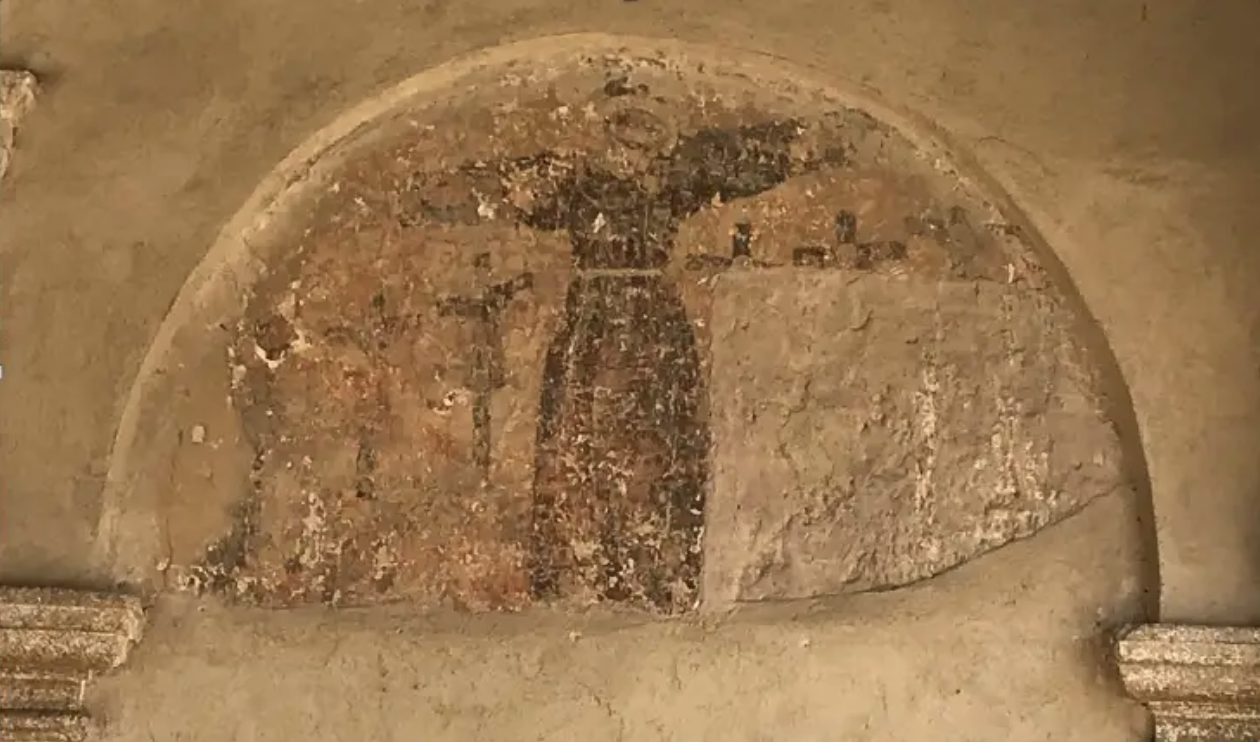
Esempio di La vita del vero monaco

La vita del vero monaco è un esempio di iconografia cristiana, proveniente dalla cultura ortodossa.

## "La vita del vero monaco" nella storia dell'arte
Esempi di questa iconografia si possono trovare in alcuni monasteri, come in quelli siti sul Monte Athos e in alcune chiese in Italia.
Importante è la descrizione che si fa nel libro I canoni dell'icona. Il manuale di arte sacra del monte Athos, scritto da Dionisio da Furnà, dove vengono fornite precise istruzioni sul come dipingere questa particolare e rara tipologia iconografica.
Da quanto si legge nel testo, l'iconografia, rispetto alla tradizione che vede sulla croce la figura di Cristo, prevede, di ritrarre un uomo con abiti monacali, crocifisso, con intorno un paesaggio dai toni infernali.
Da I canoni dell'icona, manuale di riferimento per dipingere le icone, si legge riguardo a questa tipologia: 
Importante sottolineare come questa tipologia iconografica sia contemplativa e non venerativa e serviva da monito ai monaci presenti nei monasteri tanto da essere raffigurata al loro ingresso.